# 産ヶ沢川
産ヶ沢川（うぶかさわがわ）は、福島県伊達郡桑折町から伊達市伏黒にかけて流れる河川であり、一級水系阿武隈川水系の一次支流である。

## 地理
桑折町北西部、奥羽山脈の半田山北麓に位置する南半田、松原の大字境の山中を水源とする。半田山西側を南へ回り、桑折町中心市街地を経由し、伊達市伏黒に入ってすぐに阿武隈川に合流する。上流には灌漑用ダムである藤倉ダムが建設され利水が行われている。ゲンジボタルの生息地として有名であり、ホタル親水広場として福島県により流域の整備がなされた。上流域から中流域にかけては南半田地区と万正寺、平沢、松原各地区との大字境をなしている。

## 流域の自治体
福島県
- 伊達郡桑折町
- 伊達市

## 河川施設
- 藤倉ダム

## 主な河川横断施設
下流より
- 新川橋（福島県道125号保原桑折線）
- 産ヶ沢橋（国道4号伊達拡幅）
- 産ヶ沢橋（福島県道353号国見福島線）
- 田植橋（桑折町道）
- 藪内サイフォン（西根下堰）
- 下万正寺橋（桑折町道）
- 万正寺橋（福島県道124号飯坂桑折線）
- （JR東北本線）
- （東北自動車道）

## 周辺
- うぶかの郷 - 桑折町営の入浴・宿泊施設。
- 桑折西山城跡
- つつじ丘史跡公園
- 伊達市桑折町国見町火葬場